# Nalchity
Nalchity (en bengali : নলছিটি) est une upazila du Bangladesh dans le district de Jhalakati. En 1991, on y dénombrait 203 563 habitants.